# Паршин, Сергей Николаевич
Серге́й Никола́евич Па́ршин (род. 22 мая 1964, Ставрополь) — российский живописец, председатель правления Ставропольского краевого отделения СХР в г. Ставрополе (с 2005 года). Действительный член Российской академии художеств. Дипломант Международного художественного фонда. Лауреат и Дипломант Российских и международных выставок. Живёт и работает в Ставрополе.

## Биография
1983 г. окончил Ставропольское краевое художественное училище.
С 1991 г. член Союза художников России.
С 2005 г. Председатель правления Ставропольского краевого отделения «Союз художников России».
В 2011 году основал первую негосударственную картинную галерею современного изоискусства в Ставрополе.
В 2013 году избран действительным членом Российской академии художеств.

## Награды
2007 г. Серебряная медаль Российской Академии Художеств.
2007 г. Золотой орден «Служение искусству»
2009 г. «Медаль достойного» Российской Академии Художеств.
2010 г. Золотая медаль «Союз художников России»
Наградной знак Союза художников России.
Участник более 100 выставок в России и за рубежом.

## Работы находятся
- Ставропольский музей изобразительных искусств (г. Ставрополь, Россия)
- Министерство культуры России (г. Москва, Россия)
- Краснодарский выставочный зал изобразительных искусств (г. Краснодар, Россия)
- Туапсинский историко-краеведческий музей им. Н. Г. Полетаева (Краснодарский край, г. Туапсе, Россия)
- Череповецкий художественный музей им. Верещагина (Вологодская область, г. Череповец, Россия)
- Художественная галерея колледжа Лафарж (г. Париж, Франция)
- Галерея «ОМНИ» (г. Копенгаген, Дания)
- Музей Фабрега (г. Безье, Франция)
- Дом искусств «Рудольфинум»(г. Прага, Чехия)
- Галерея Джуда Э. Уотса (г. Тель-Авив, Израиль)
- Собрание концерна «Самсунг» (г. Сеул, Южная Корея)
- Музей Вальраф-Рихарц (г. Кёльн, Германия)
- Галерее Олбрайт-Нокса, Буффало (г. Нью-Йорк, США)
- Частное собрание Патриарха Московского и Всея Руси Алексия II (г. Москва, Россия)
- Частное собрание Президента России В. В. Путина (г. Москва, Россия)
- Частное собрание Президента СССР М. С. Горбачёва (г. Москва, Россия)
- Галереи, коллекции и частные собрания России и более 25 стран мира.

## Основные выставки
С 1982 г. участие в городских, краевых, групповых выставках в городе Ставрополе. С 1990 г. участие в зональных, республиканских, всесоюзных, международных, зарубежных выставках.
Более 30 персональных выставок в России, Франции, ЮАР, Люксембурге, Вьетнаме, Аргентине, Германии, Испании.
- 1987 Москва, Всесоюзная выставка
- 1990 Москва, Краснодар
- 1991 Москва (Арт-миф), Кобург (Германия), Краснодар, Сочи
- 1992 Москва, С.-Петербург, Краснодар, Марсель (Франция)
- 1993 С.-Петербург, Москва (Арт-миф)
- 1994 Краснодар, Москва
- 1995 Москва, Вологда, Минск, Сочи, Безье (Франция)
- 1996 Москва (Арт-манеж), Вологда, Минск, Сочи
- 1997 Каир, Александрия (Египет), Москва (Арт-манеж), Сочи
- 1998 Москва, Сайгон, Ханой (Вьетнам), Вологда, Череповец, Йоханнесбург, Претория (ЮАР), Краснодар (Юг России 98)
- 1999 Безье, замок де Гризан, де Рейсак (Франция), Москва, Йоханнесбург (ЮАР), Краснодар (Фестиваль современного искусства)
- 2000 Безье (Франция), Люксембург, Москва, Краснодар
- 2001 Буэнос-Айрес (Аргентина), Москва (Арт-манеж), Люксембург, Вологда
- 2002 Москва (Арт-манеж), Вологда, Люксембург
- 2003 Люксембург, Москва, Кисловодск
- 2004 Конкурсная выставка Академии художеств России
- 2004 Ставрополь, авторская выставка к 40-летию художника
- 2004 Москва, Люксембург, Ставрополь
- 2005 Москва ЦДХ
- 2006 Москва (ЦДХ), Москва (Арт-салон), Москва (посольство Индии), Сайгон (Вьетнам)
- 2007 Москва (Арт-салон), Москва (Арт-манеж), Москва (Арт-Москва-07)
- 2008 Сочи (Юг России)
- 2009 Сочи (Природа-экология)
- 2010 Пятигорск (Академическая выставка)
- 2011 Ростов на Дону АртРостов
- 2011 Москва (ЦДХ) Юг России (Академическая выставка)
- 2011 Краснодар Юбилейная (Академическая выставка)
- 2011 РАХ в Ставрополе
- 2011 РАХ в Краснодаре
- 2012 Москва (ЦДХ) «Сны о Черногории»
- 2012 Ростов-на-Дону АртРостов

## Семья
Супруга — Наталья Михайловна Паршина. Дочь — Мария.